# Brendan Haywood
Pour les articles homonymes, voir Haywood.
Brendan Todd Haywood, né le 27 novembre 1979 à New York, est un joueur américain de basket-ball évoluant au poste de pivot.

## Biographie

### Carrière universitaire
À l'université, il joue pour les Tar Heels de la Caroline du Nord, côtoyant notamment lors de sa saison rookie Vince Carter et Antawn Jamison.

### Carrière professionnelle

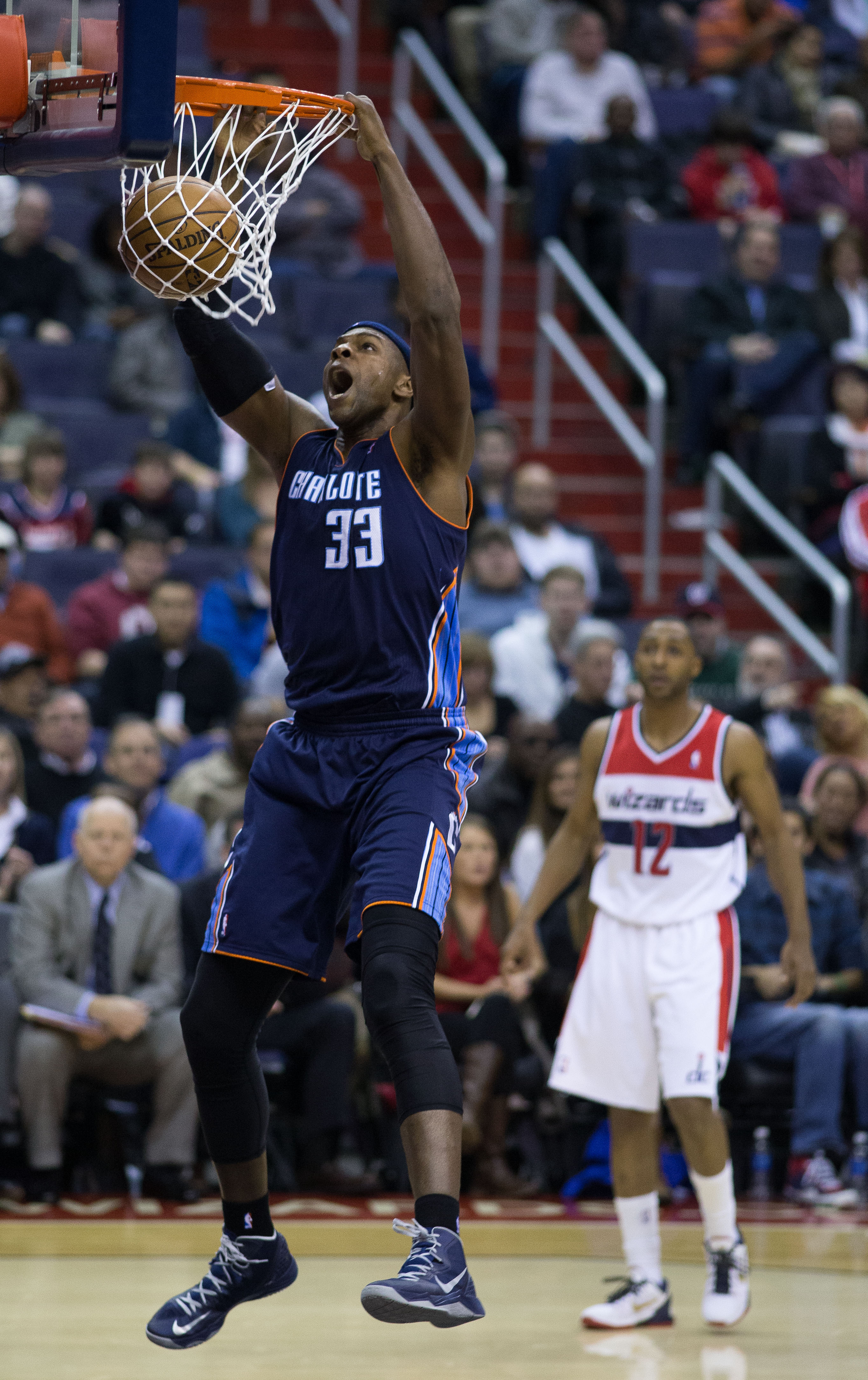
Brendan Haywood en mars 2013.

Il est drafté en 2001 en vingtième position par les Cavaliers de Cleveland.
Il est envoyé aux Wizards de Washington, s'imposant comme le pivot titulaire lors de la saison.
Comme son coéquipier Gilbert Arenas, il a manqué quasiment toute la saison 2008-2009 pour cause de blessure.
Il revient en 2009-2010 et réalise presque un double-double en moyenne (10,3 rebonds et 9,8 points) et 2 contres quand il est aux Wizards de Washington.
En 2010, il est transféré aux Mavericks de Dallas avec son coéquipier Caron Butler.
Le 12 juillet 2012, il est coupé par les Mavericks via l'amnesty clause en empochant un chèque de 26 millions de dollars d'indemnités et se retrouve libre sur le marché.
Deux jours plus tard, il s'engage avec les Bobcats de Charlotte et revient en Caroline du Nord son état natal. En mars 2013, blessé au pied, il manque le reste de la saison. En mars 2014, il met de nouveau un terme à sa saison, souffrant d'une fracture de stress au pied.
Le 12 juillet 2014, il est transféré, avec Dwight Powell, aux Cavaliers de Cleveland, en échange de Scotty Hopson et d’une somme d’argent. Haywood ne dispute que 22 rencontres avec les Cavaliers.
Le 26 juillet 2015, il est transféré, avec Mike Miller, aux Trail Blazers de Portland.

## Profil de jeu
C'est un joueur puissant qui a de bonnes aptitudes pour les rebonds et pour les contres.

## Palmarès
- Champion NBA en 2011 avec les Mavericks de Dallas.
- Champion de la Conférence Ouest en 2011 avec les Mavericks de Dallas.
- Champion de la Division Sud-Ouest en 2010 avec les Mavericks de Dallas.

## Records sur une rencontre en NBA
Les records personnels de Brendan Haywood en NBA sont les suivants, :
| Type de statistique        | Saison régulière | Saison régulière      | Saison régulière | Playoffs | Playoffs               | Playoffs      |
| Type de statistique        | Record           | Adversaire            | Date             | Record   | Adversaire             | Date          |
| -------------------------- | ---------------- | --------------------- | ---------------- | -------- | ---------------------- | ------------- |
| Points                     | 25               | @ Bulls de Chicago    | 5 avril 2008     | 18       | Heat de Miami          | 14 mai 2005   |
| Paniers marqués            | 10               | 2 fois                | 2 fois           | 8        | @ Bulls de Chicago     | 4 mai 2005    |
| Paniers tentés             | 16               | 2 fois                | 2 fois           | 14       | Heat de Miami          | 14 mai 2005   |
| Paniers à 3 points réussis | -                | -                     | -                | -        | -                      | -             |
| Paniers à 3 points tentés  | 1                | 4 fois                | 4 fois           | -        | -                      | -             |
| Lancers francs réussis     | 9                | 3 fois                | 3 fois           | 6        | 2 fois                 | 2 fois        |
| Lancers francs tentés      | 12               | 3 fois                | 3 fois           | 12       | Spurs de San Antonio   | 27 avril 2010 |
| Rebonds offensifs          | 11               | @ Pacers de l'Indiana | 31 octobre 2007  | 6        | 2 fois                 | 2 fois        |
| Rebonds défensifs          | 18               | Pacers de l'Indiana   | 22 février 2010  | 9        | Heat de Miami          | 14 mai 2005   |
| Rebonds totaux             | 20               | 2 fois                | 2 fois           | 15       | Heat de Miami          | 14 mai 2005   |
| Passes décisives           | 5                | Bobcats de Charlotte  | 23 février 2008  | 3        | Cavaliers de Cleveland | 24 avril 2008 |
| Interceptions              | 5                | Mavericks de Dallas   | 14 novembre 2004 | 3        | Bulls de Chicago       | 30 avril 2005 |
| Contres                    | 7                | 2 fois                | 2 fois           | 5        | 3 fois                 | 3 fois        |
| Balles perdues             | 5                | 3 fois                | 3 fois           | 3        | 2 fois                 | 2 fois        |
| Minutes jouées             | 48               | @ Bulls de Chicago    | 15 janvier 2010  | 42       | Heat de Miami          | 14 mai 2005   |

- Double-double : 72 (dont 3 en playoffs)
- Triple-double : 0